# 빅토리아 시크릿 패션 쇼
빅토리아 시크릿 패션 쇼(Victoria's Secret Fashion Show)는 란제리와 파자마 브랜드 빅토리아 시크릿이 진행하는 패션 쇼로, 매년 연말에 열렸다.
미국 텔레비전 네크워크를 통해 방송되기도 하는데, 황금시간대에 방송되었다. 1990년대 패션 쇼 초기에는 공휴일을 이용한 브랜드 홍보 효과를 높이기위해 발렌타인데이 바로 앞 날에 열렸다. 초기에는 전국 방송을 통해 방송되지 않았다. 1999년과 2000년 쇼는 웹캐스트를 통해 방송되었다. 2001년부터 크리스마스 휴가 시즌으로 옮겨졌다. 또 2001년부터 전국방송 ABC를 통해 방영되기 시작했지만, 이후에 열리는 모든 쇼는 CBS에서 방송되었다. 마이애미, 로스앤젤레스, 칸 등 다양한 곳에서 진행되었다. 제1회부터 4회까지 패션 쇼는 뉴욕 플라자 호텔에서 열렸지만, 이후 뉴욕에서 쇼가 열릴 때는 아모리 쇼 빌딩에서 열렸다.

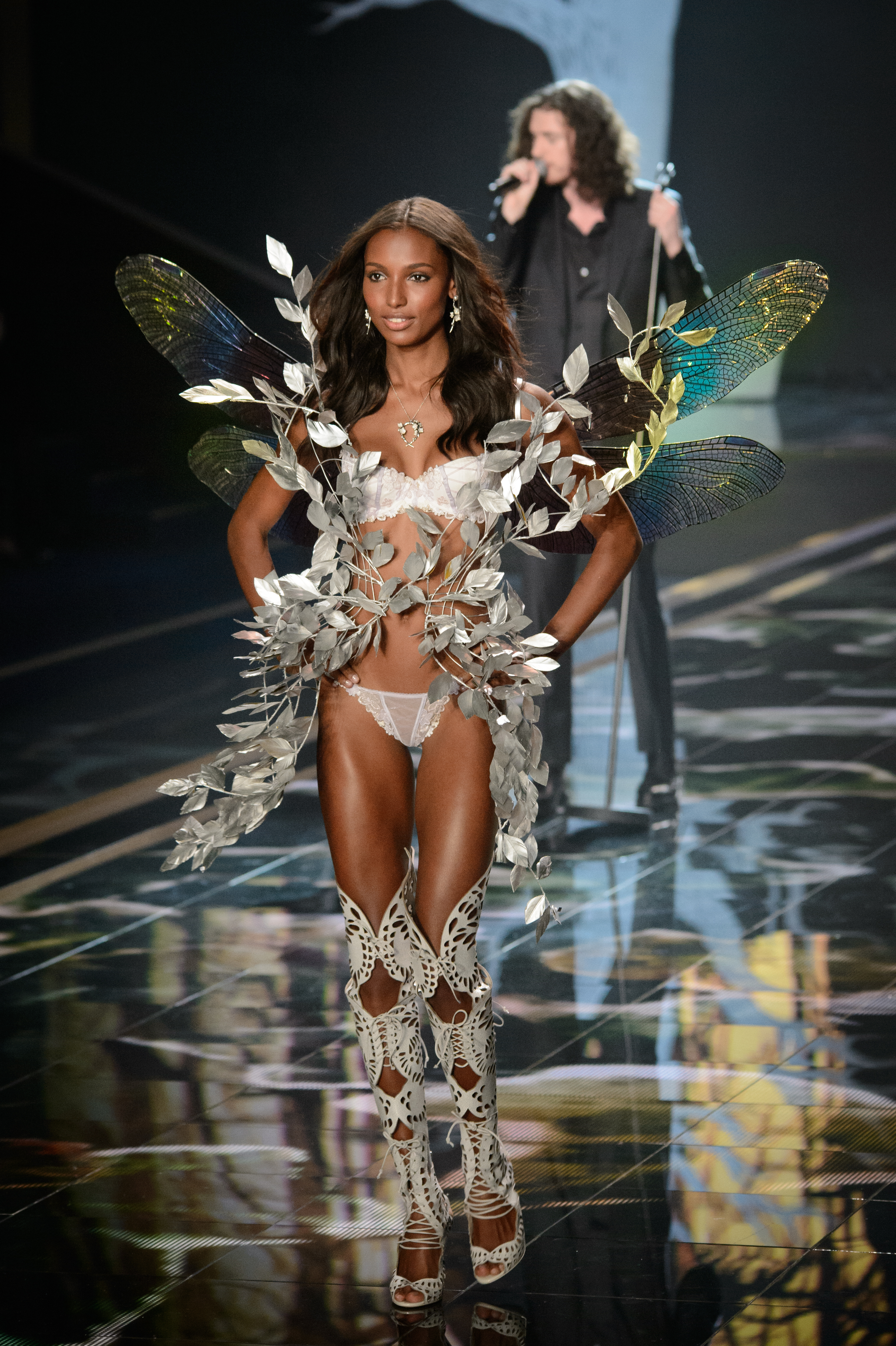
2014년 쇼에서 엔젤의 상징인 날개를 메고 워킹 중인 모델 재스민 툭스.

10명 내외 소수의 여성 모델로 이루어진 빅토리아 시크릿 엔젤스는 브랜드 마스코트이자 쇼의 중심이였다. 여기에 화려한 란제리 의상, 색다른 테마의 무대 세팅, 인기 최정상 가수들의 공연 등이 더해지면서 쇼의 호화성을 더해졌다. 빅토리아 시크릿 엔젤스 외에도, 매년 세계 모델 순위 정상급에 드는 패션 모델들이 런웨이 모델로 선택되었다. 뿐만 아니라 모델들이 쇼에서 착용하는 거대한 천사, 악마, 나비, 공작 등 다양한 종류의 날개는 빅토리아 시크릿 브랜드의 또 다른 상징이 되었다.
2019년 11월, 쇼 영구 폐지 소식이 발표되었다. 2010년대 중반 들어 급증한 여권 신장 운동과 다양한 체형 포용 운동(Body Positivity)과 같은 시대적 흐름의 영향과 더불어, 쇼 자체 시청률과 화제성의 대폭적인 하락이 폐지의 원인으로 분석되었다.
2024년 빅토리아 시크릿은 타이라 뱅크스가 출연한 인스타그램 릴을 게시하며 쇼의 복귀를 발표했다.

## 판타지 브라

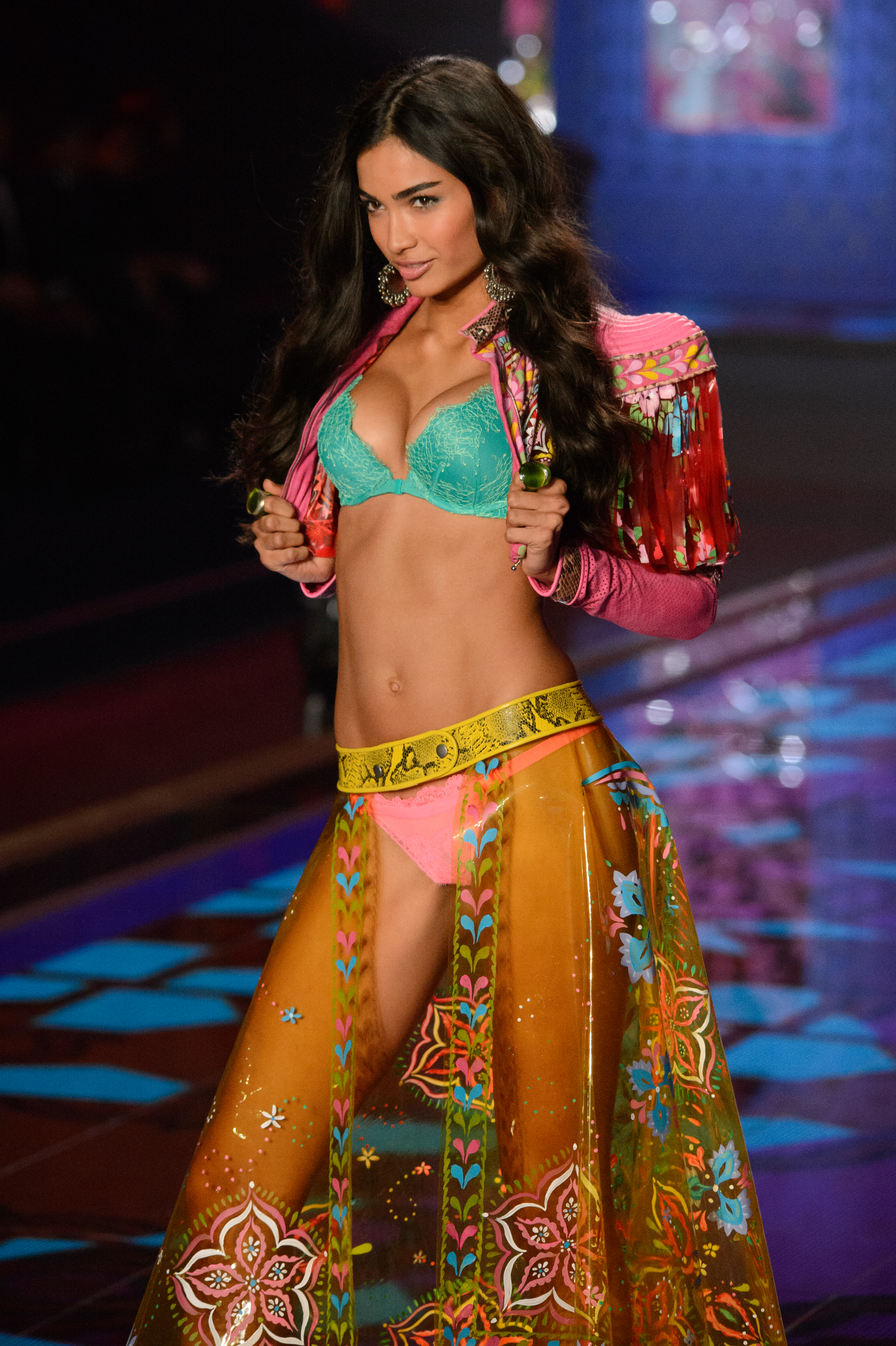
빅토리아 시크릿 패션쇼 2014에서 전통 스타일의 인도 의상과 함께 란제리를 입은 켈리 게일

패션쇼의 최고 하이라이트인 판타지 브라는 빅토리아 시크릿에서 매년 쥬얼리 브랜드와 협업해 내놓는 고가의 주얼리 브라이다. 매년 단 한 명의 빅토리아 시크릿 엔젤스 모델 만이 이 브라를 착용하고 런웨이 무대에 섰다.
| 년도   | 브라(이름)                         | 모델                                   | 가격            |
| ------ | ---------------------------------- | -------------------------------------- | --------------- |
| 1996년 | Million Dollar Miracle Bra         | 클라우디아 시퍼                        | $1,000,000      |
| 1997년 | Diamond Dream Bra                  | 타이라 뱅크스                          | $3,000,000      |
| 1998년 | Dream Angel Fantasy Bra            | 다니엘라 페스토바                      | $5,000,000      |
| 1999년 | Millennium Bra                     | 하이디 클룸                            | $10,000,000     |
| 2000년 | Red Hot Fantasy Bra/Panties        | 지젤 번천                              | $15,000,000     |
| 2001년 | Heavenly Star Bra                  | 하이디 클룸                            | $12,500,000     |
| 2002년 | Star of Victoria Fantasy Bra       | 카롤리나 쿠르코바                      | $10,000,000     |
| 2003년 | Very Sexy Fantasy Bra              | 하이디 클룸                            | $11,000,000     |
| 2004년 | Heavenly "70" Fantasy Bra          | 타이라 뱅크스                          | $10,000,000     |
| 2005년 | Sexy Splendor Fantasy Bra          | 지젤 번천                              | $12,500,000     |
| 2006년 | Hearts On Fire Diamond Fantasy Bra | 카롤리나 쿠르코바                      | $6,500,000      |
| 2007년 | Holiday Fantasy Bra                | 셀리타 이뱅크스                        | $4,500,000      |
| 2008년 | Black Diamond Fantasy Miracle Bra  | 아드리아나 리마                        | $5,000,000      |
| 2009년 | Harlequin Fantasy Bra              | 머리사 밀러                            | $3,000,000      |
| 2010년 | Bombshell Fantasy Bra              | 아드리아나 리마                        | $2,000,000      |
| 2011년 | Fantasy Treasure Bra               | 미란다 커                              | $2,500,000      |
| 2012년 | Floral Fantasy Bra                 | 알레산드라 암브로지우                  | $2,500,000      |
| 2013년 | Royal Fantasy Bra                  | 캔디스 스워너풀                        | $10,000,000     |
| 2014년 | The Dream Angels Fantasy Bras      | 아드리아나 리마, 알레산드라 암브로지우 | 각각 $2,000,000 |
| 2015년 | Fireworks Fantasy Bra              | 릴리 앨드리지                          | $2,000,000      |
| 2016년 | Bright Night Fantasy Bra           | 재스민 툭스                            | $3,000,000      |
| 2017년 | Champagne Nights Fantasy Bra       | 라이스 히베이루                        | $2,000,000      |
| 2018년 | Dream Angels Fantasy Bra           | 엘사 호스크                            | $1,000,000      |

## 같이 보기
- 빅토리아 시크릿